# Майское (Павлодарская область)
Майское (каз. Май) — село в Майском районе Павлодарской области Казахстана. Ранее административный центр Майского сельского округа. Код КАТО — 555647100.

## Географическое положение
Расположено в 202 км к юго-востоку от Павлодара и в 88 км к юго-востоку от Коктобе на левом берегу Иртыша. Через село проходит трасса автомобильного шоссе Павлодар — Чаган — Семей.

## История
В 1925 году геологом Н. Н. Горностаевым открыто Мойское месторождение огнеупорных глин. С 1930 года это месторождение разрабатывалось Кузнецким металлургическим комбинатом. Из огнеупорных глин Мойского рудника изготавливались шамотный кирпич и формы для разлива стали. Название поселения произошло от бывшей здесь шерстомойки и первое поселение при руднике стали называть Мойским. Затем (возможно, в 1939 году при образовании района) слово Мойский переделали на Майский.
В селе установлены: памятник на могиле начальника районного отдела милиции Актая Бекишева, погибшего от рук бандитов в 1942 году; обелиск воинам, павшим на полях сражений в годы Великой Отечественной войны.

## Население
В 1985 году в селе проживало 2268 человек. В 1999 году население села составляло 934 человека (466 мужчин и 468 женщин). По данным переписи 2009 года, в селе проживали 743 человека (364 мужчины и 379 женщин).